# ブランカ・フェルナンデス・オチョア
ブランカ・ニエベス・フェルナンデス・オチョア（Blanca Nieves Fernández Ochoa、1963年4月22日 - 2019年9月4日【死亡確認】）はスペインの元アルペンスキー選手。マドリード生まれ、マドリード州北部グアダラマ山脈に位置するセルセディーリャ（Cercedilla）で育った。1980年代後半から1990年代前半に活躍し、1992年アルベールビルオリンピックで銅メダルを獲得した。

## 来歴
フェルナンデス・オチョア家はスペインを代表するスキーファミリーで長男のフランシスコを始め5人の兄弟が冬季オリンピックに出場した。
ブランカは1980年のレークプラシッドオリンピックに16歳で代表となり、回転18位となった。
1981年にアルペンスキー・ワールドカップデビュー、大回転で15位となった。
1984年サラエボオリンピック大回転6位入賞、1985年アルペンスキー世界選手権では大回転9位、回転14位となった。1985年3月3日にアメリカ合衆国・ベイルで行われた大回転でワールドカップ初勝利をあげた。
1987年アルペンスキー世界選手権ではスーパ大回転10位、大回転、回転ともに5位となった。
1988年のカルガリーオリンピックでは大回転で1本目ラップを奪ったが、2本目は途中棄権となってしまった。スーパー大回転21位、回転は5位。
1992年アルベールビルオリンピック回転で銅メダルを獲得、オチョア家二つ目のオリンピックメダルを手にした。
このシーズン限りで現役を引退。ワールドカップ通算4勝（2位7回、3位9回）、総合4位が最高位（1987-1988シーズン）。
2019年8月22日にセルセディージャ山脈で行方不明となり捜索が行われていたが、9月4日に死亡していることが確認された。56歳没。